# دية

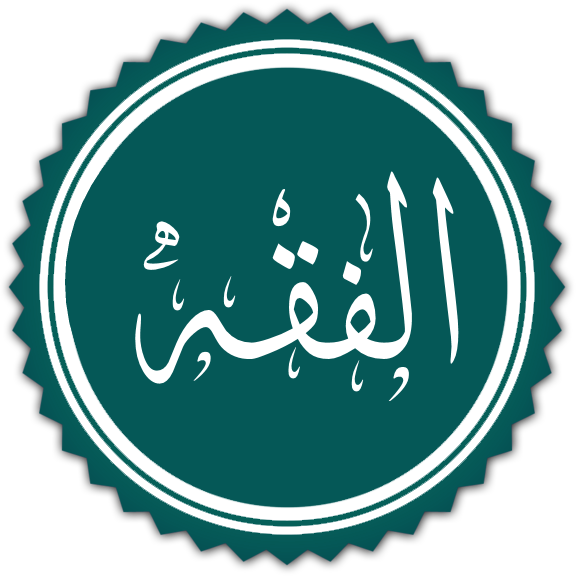

الدية هي: "المال الواجب بجناية على الحر في نفس أو فيما دونها"، كما عرفها به الخطيب الشربيني.
وهي في الأصل واجبة بإجماع علماء المسلمين، وبقوله تعالى: ﴿وما كان لمؤمن أن يقتل مؤمنا إلا خطأ ومن قتل مؤمنا خطأ فتحرير رقبة مؤمنة ودية مسلمة إلى أهله إلا أن يصدقوا.﴾ وقد جاءت أحاديث كثيرة في وجوبها وبيانها.
والدية تكون على نوعين: النوع الأول: دية النفس، والنوع الثاني: دية ما دون النفس.

## دية النفس
وموجب الدية في النفس أنواع: دية القتل العمد إذا تنازل أهلها عن القصاص إلى الدية، ودية القتل الخطأ (شبه العمد،) ودية الخطأ، ودية القتل العمد إذا كان غير مكلف كالمجنون.
1- القتل العمد: هو قصد الفعل والشخص بما يقتل غالبا، سواء أكان جارحا كالسيف، أم مثقلا كالحجر. وهذا النوع من القتل الأصل فيه وجوب القصاص، فإن عفي عن القاتل في القصاص إلى الدية، وجبت الدية مغلظة، وتغليظها يكون بثلاثة أمور: كونها مثلثة، وكونها على الجاني وكونها حالة من غير تأخير. وهي مائة من الإبل.
وتثليثها أن يكون ثلاثون منها حقه، وهي الإبل ما أكملت ثلاث سنين وطعنت في الرابعة، وثلاثون منها جذعة، وهي ما أكملت من الإبل أربع سنين وطعنت في الخامسة، وأربعون منها خلفة وهي الناقة الحامل. أما إذا لم يعف إلى الدية فالواجب القصاص، ويكون القصاص بالآلة التي حدث بها القتل وذلك عند الجمهور، وأما عند الحنفية فلا يكون القصاص عندهم إلا بالسيف.
2- شبه العمد: وهو قصد الفعل والشخص بما لا يقتل غالبا، كالضرب بسوط أو عصا بشرط أن يكونا خفيفين. وهذا النوع من القتل يوجب الدية المغلظة كدية العمد وهي مثلثة إلا أنها تكون على العاقلة، والعاقلة كما قال صاحب مختار الصحاح: هم عصبته وهم القرابة من قبل الأب الذين يعطون دية من قتله خطأ، وتكون أيضا مؤجلة.
3- القتل الخطأ: أن يقصد الفعل ولا يقصد الشخص كأن يرمي إلى شيء كصيد فيصيب رجلا فيقتله، أو لا يقصد الفعل أصلا كأن زلقت رجله فوقع على شخص فمات. ودية هذا النوع من القتل: مائة من الإبل إلا أنها تكون مخمسة: عشرون بنت مخاص، وهي مالها سنة ودخلت في الثانية، وعشرون بنات لبون، وهي مالها سنتان ودخلت الثالثة، وعشرون ابن لبون، وعشرون حقه، وعشرون جذعة.
ودية الخطأ تكون على العاقلة مؤجلة عليهم في ثلاث سنين، يؤخذ آخر كل سنة ثلث الدية، ويقدم الأقرب فالأقرب من العصبة، ولا يحتسب في عصبة الجاني لهذا الأمر أصوله وفروعه، فلا يدفعون من الدية شيئا، ويدفع الغني كل سنة نصف دينار - وعلى المتوسط ربع دينار، ولا يدفع الفقير شيئا. وتغلظ دية الخطأ إذا كان القتل في حرم مكة، أو في الأشهر الحرم، وهي رجب وذو القعدة وذو الحجة والمحرم، وكذلك تغلظ إذا كان القتيل محرما ذا رحم، كالأم والأخت، لكن تكون الدية على العاقلة مؤجلة. هذا في دية الذكر الحر المسلم. أما دية المرأة فعلى النصف من دية الرجل نفسا وجرحا.
ودية اليهودي والنصراني ذهب مالك إلى أن ديتهم على النصف من دية المسلم ذكورهم كذكورهم وإناثهم كإناثهم، وذهب الشافعي إلى أن ديتهم ثلث دية المسلم، وذهب أبو حنيفة إلى أن ديتهم مثل دية المسلمين، لا فرق عنده في ذلك.
ودية غير أهل الكتاب من وثني ومجوسي ثلث خمس دية المسلم فأهل الإبل يدفعون الدية من الإبل، ولا يعدل إلى نوع أو قيمة إلا بتراض. أما أهل الذهب: فيرى الشافعي في الجديد أنه يؤخذ قيمة الإبل بنقد البلد، وفي القديم أن الدية عند أهل الذهب ألف دينار، أو اثنا عشر ألف درهم وإلى هذا ذهب مالك، وعند الحنفية: عشرة آلاف درهم.
ودية الجنين المسقط الحر المسلم إن انفصل ميتا بجناية: ديته غرة عبد أو أمة، وهي عند أبي حنيفة خمسمائة درهم. ويستوي في جناية الإسقاط: القول المفضي إليه كالتهديد، والخوف المفضي إلى سقوط الجنين، والضرب وشرب الدواء، والترك كأن يمنعها الطعام والشراب حتى تلقي الجنين، ويستوي في ذلك الطبيب وغيره. فإن انفصل الجنين حيا فمات عقب انفصاله أو دام ألمه حتى مات وجبت دية كاملة، وإن مات بعد انفصاله بزمان ولا ألم فيه فلا ضمان على الجاني. ويجب في جنين اليهودي أو النصراني غرة كثلث غرة المسلم. فإن فقدت الغرة في دية الجنين وجب بدلها عند الشافعية وهو خمسة أبعرة.

## دية ما دون النفس
ما دون النفس ثلاثة أقسام: دية جرح، ودية إبانة عضو، ودية إزالة منفعة.
القسم الأول: دية الجرح، والجراح عشرة أنواع: موضحة، وهاشمة، ومنقلة، ومأمومة، ودافعة، وحارصة، ودامية، وباضعة ومتلاحمة وسمحاق.
ففي الموضحة: وهي التي توضح العظم وتكشفه: القصاص لتيسر ضبطها إلا إن رضي المجني عليه، ففيها خمسة أبعرة. وفي الهاشمة: وهي التي تهشم العظم، إن كان معها إيضاح فعشرة أبعرة، وإن لم يكن معها إيضاح فخمسة أبعرة، وقيل: يجب حكومة، والحكومة: جزء من الدية نسبته إلى دية النفس نسبة نقص الجناية من قيمة المجني عليه لو كان رقيقا بصفاته التي هو عليها، فلو كانت قيمة المجني عليه بلا جناية عليه مثلا عشرة وبدونها تسعة، فالنقص عشر، فيجب عشر دية النفس. وفي المنقلة: وهي التي تنقل العظم من مكانه - خمسة عشر بعيرا. وفي المأمومة: وهي التي تبلغ خريطة الدماغ - ثلث الدية. وفي الدامغة: وهي التي تخرق خريطة الدماغ - ثلث الدية أيضا.
وفي غير هذه الجراح الخمسة إن عرفت نسبتها من الموضحة وجب قسط من أرشها، وإن لم يعرف ذلك وجب فيها حكومة، وهي:
الحارصة: وهي ما يشق الجلد قليلا. والدامية: وهي ما تدمي الجلد وتسيل الدم منه. والباضعة: وهي ما تقطع اللحم. والمتلاحمة: وهي التي تغوص في اللحم. والسمحاق: وهي التي تبلغ الجلدة التي بين اللحم والعظم. وفي الجراحة التي تصل إلى الجوف - وهي الجائفة - ثلث الدية.
القسم الثاني: دية إبانة العضو، وهي كما يأتي: في قطع المارن - وهي ما لان من الأنف - دية كاملة.
وفي قطع اللسان الدية، وفي قطع بعضه دية بمقدار نقص الحروف، والحروف في اللغة العربية ثمانية وعشرون حرفا. ويجب في الأخرس حكومة. وفي قطع الأنف: دية. وفي قطع الذكر: الدية، وفي قطع الحشفة ـ وهي رأس الذكر ـ الدية. وفي قطع الأذنين: دية كاملة، وفي قطع إحداهما نصف الدية. وفي العينين: الدية كاملة، وفي إحداهما نصف الدية. وفي قطع اليدين: الدية، وفي قطع إحداهما نصف الدية. وفي قطع الرجلين: الدية، وفي قطع إحداهما نصف الدية.
القسم الثالث: دية إزالة وإذهاب المنافع.
في إذهاب العقل: دية كاملة، فإن أزال العقل بجرح له أرش أو حكومة وجبت الدية والأرش أو الحكومة في الأرجح.
وفي إزالة السمع: دية، وإزالة السمع من أذن واحدة نصف الدية، ولو أزال سمعه وقطع أذنيه فديتان، وإن نقص السمع فقسطه من الدية إن عرف مقدار النقص، فإن لم يعرف فحكومة، تقدر باجتهاد القاضي.
وفي إزالة ضوء العينين: دية كاملة، وفي إزالة ضوء الواحدة نصف الدية، وإن نقص الضوء: فحكمه حكم نقص السمع.
وفي إزالة الشم: دية، وفي قول للشافعي أنه يجب فيه حكومة. وفي إزالة الكلام: الدية، وفي إزالة الكلام ببعض الحروف: قسطه من الدية، والحروف في اللغة العربية كما سلف ثمانية وعشرون حرفا ولو قطع نصف لسانه فذهب ربع كلامه، أو قطع ربع لسانه فذهب نصف كلامه وجب نصف الدية.
وفي إزالة الصوت: دية كاملة، فإن أبطل معه حركة لسانه، فعجز عن الترديد والتقطيع فديتان.
وفي إزالة الذوق والطعم - وهي الحلاوة والحموضة والمرارة والملوحة والعذوبة - دية كاملة، فإن نقص فحكومة. وفي إزالة المضغ: دية كاملة. وفي إذهاب قوة إمناء بكسر صلب، أو قوة حبل، أو ذهاب جماع: دية كاملة.
وفي إفضاء المرأة - وهو رفع الحاجز بين مدخل الذكر والدبر - دية كاملة، سواء أكان الإفضاء من زوج أم من غيره، وقيل في تعريف الإفضاء: إنه رفع الحاجز بين مدخل الذكر ومخرج البول.
وفي إزالة البطش من اليدين: دية، وفي نقصه حكومة. وفي إزالة المشي: دية، وفي نقصه حكومة، ولو ضربه فأحد به فالواجب دية كاملة.
وإذا كانت الجراحة في عضو مقدر كيد أو رجل ففي هذه الجراحة حكومة ولا تبلغ دية هذا العضو. وإذا كانت في عضو لا تقدير فيه، ففيه حكومة لا تبلغ دية نفس وتقوم بعد اندماله (شفائه أو برئه).